# Federico Pedrocchi
Federico Costanzo Pedrocchi (Buenos Aires, 1º maggio 1907 – 20 gennaio 1945) è stato un fumettista italiano. È ritenuto uno degli autori più influenti per la storia del fumetto italiano nonché il primo autore a realizzare in Italia storie lunghe incentrate sul personaggio di Paperino su autorizzazione dello stesso Disney.

## Biografia
Nato in Argentina da genitori italiani nel 1912 si trasferì con la famiglia in Italia dove, in seguito alla morte del padre, dovette interrompere gli studi. Nel 1929 diresse il reparto pubblicità di una ditta che produceva rubinetti e l'anno seguente aprì un piccolo studio di pubblicità iniziando a collaborare per testate quali il Corriere dei Piccoli, Jumbo e La Domenica del Corriere. Nel 1935 inizia a collaborare con la casa editrice Mondadori, realizzando la sceneggiatura della sua prima storia, I due Tamburini, disegnata da Kurt Caesar e pubblicata su I tre porcellini.
Successivamente collaborò con Cesare Zavattini alla celebre serie a fumetti fantascientifica Saturno contro la Terra  disegnata da Giovanni Scolari e ispirata ad autori classici della letteratura come Jules Verne o a personaggi dei fumetti come il Flash Gordon di Raymond, che venne pubblicata inizialmente nel 1936 su I tre porcellini per poi continuare negli anni successivi su Topolino giornale raggiungendo anche una buona risonanza internazionale, al punto di essere uno dei primi fumetti italiani ad essere pubblicati in America, nel primo numero del Future Comics del giugno del 1940. Scrive anche alcune storie del personaggio Kit Carson ideato da Rino Albertarelli che verranno disegnate da Walter Molino.
Nel 1937 ottenne l'autorizzazione a scrivere e disegnare storie con personaggi disneyani realizzando storie lunghe col personaggio di Paperino o con Biancaneve e i sette nani che verranno pubblicate sulla testata da lui stesso creata, Paperino e altre avventure, edita dalla Mondadori. Le storie di Pedrocchi furono tra le prime storie lunghe e avventurose con protagonista Paperino mai prodotte, precedute di alcuni mesi solo da quelle di produzione britannica realizzate da William A. Ward, mentre ancora negli USA si pubblicavano solo strisce a fumetti autoconclusive realizzate da Al Taliaferro e la prima storia lunga statunitense con Paperino protagonista, realizzata da Carl Barks, sarà pubblicata solamente nel 1942. Pedrocchi realizzò le sceneggiature di tutte le storie Disney di produzione italiana pubblicate sul settimanale, disegnando anche le prime di esse ("Paolino Paperino e il mistero di Marte" e Paolino Paperino inviato speciale). Le successive furono disegnate da Enrico Mario Pinochi e da Nino Pagot. Pedrocchi sceneggiò e disegnò anche Paperino e la pietra filosofale, che fu tuttavia pubblicata sugli Albi d'oro.
A seguito comunque del successo ottenuto con la testata dedicata a Paperino, Pedrocchi (che a volte utilizzò lo pseudonimo di Costanzo Federici) ottenne l'incarico di direttore editoriale e artistico di diverse testate della Mondadori, realizzando molte storie, tra le quali  Saturnino Farandola, Virus, La compagnia dei sette, Dottor Faust; suo è anche il personaggio di Tuffolino, un ragazzino disegnato da Pier Lorenzo De Vita allo scopo di prendere il posto di Topolino, all'epoca proibito dal regime fascista, e pubblicato in sua vece a partire dal n. 478 del 10 febbraio 1942 fino alla fine del 1943 sulla testata Topolino.
Nel 1942 diventò direttore editoriale del Carroccio, pur continuando a scrivere storie per Topolino da collaboratore esterno. Nel frattempo fu arruolato nell'esercito: nel giugno 1943 risultava «arruolato presso il servizio fotoelettrico territoriale di Milano», pur potendo beneficiare di licenze per raggiungere la famiglia a Varese. Dopo oltre un anno di servizio militare, venne congedato alla fine del 1943. Nel 1943 o nel 1944 divenne per un breve periodo il direttore di produzione del lungometraggio animato La rosa di Bagdad prima di dimettersi per divergenze artistiche con il produttore Anton Gino Domeneghini.

### Morte
Morì all'età di soli 37 anni a causa dei combattimenti della seconda guerra mondiale mentre il treno sul quale si spostava regolarmente dalla sua abitazione in provincia di Varese a Milano fu mitragliato a Gallarate da un aereo britannico. Le sue storie saranno pubblicate postume fino al 1949.

### Vita privata
Suo figlio Carlo seguì le orme paterne diventando un celebre fumettista.

## Opere

### Disney
La sua prima storia con personaggi Disney è Paolino Paperino e il mistero di Marte. La prima tavola di questa avventura fu pubblicata, in prima pagina, sul primo numero di Paperino formato giornale del dicembre del 1937. Durante l'avventura, Paperino ha a che fare con due personaggi poco affidabili: Baus Baus e Dottor Krauss, interessati al segreto del pianeta rosso. Portato su Marte con un inganno, Paperino dovrà dimostrare il suo coraggio e la sua forza per tornare sulla Terra: molte le gag realizzate da Pedrocchi, forse anche a discapito della consistenza logica della trama. Da notare come il vigile che Paperino incontra ad inizio e fine storia ricordi, fisicamente, il personaggio di Pippo, ma sostanzialmente è modellato sul poliziotto comparso nella tavola domenicale delle Silly Simphonies intitolata a Paperino del 4 aprile 1937.
Le altre storie sono:
- Paolino Paperino inviato speciale
- Pippo viaggiatore di commercio
- Paperino e la pietra filosofale
- Clarabella fra gli artigli del diavolo nero
- Paperino fra i pellirosse
- Biancaneve e il mago Basilisco
- Paperino chiromante
- I Sette Nani cattivi contro i Sette Nani buoni
- Paperino e il vaso cinese

Dopo le prime storie, Pedrocchi si dedicò per lo più alla sceneggiatura e affidò i disegni delle sue storie ad Enrico Mario Pinochi e a Nino Pagot.
In quegli anni era abbastanza semplice introdurre nuovi personaggi per le storie di Paperino, vista l'assoluta mancanza di comprimari. Ma quasi nessuno dei personaggi introdotti da Pedrocchi sopravvisse al suo autore:
- Dr. Kraus e Dr. Baus-Baus: i primissimi "cattivi" della produzione italiana: Paperino li incontra nella sua avventura su Marte
- Signor Linotipi: direttore del giornale che assume Paperino e Meo Porcello nelle storie Paperino inviato speciale e Paperino fra i pellirosse
- Il Gatto (chiamato anche Bartolomeo Circonlocuzioni): appare in tre storie, le due già citate a proposito di Linotipi e in Paperino chiromante.
- Paolo: il presunto scomparso zio di Paperino nell'avventura della pietra filosofale, non particolarmente memorabile ma è stato il primo parente dei paperi creato in Italia della lunga sequela che si verrà a conoscere negli anni.
- Il mago Basilisco: inquietante villain che rapisce il figlio di Biancaneve per farne il suo erede, finirà ucciso dai Sette Nani.
- I Sette Nani cattivi: sono la creazione di maggior successo di Pedrocchi: riutilizzati in Italia negli anni Sessanta da Giuseppe Perego (1960), Pier Lorenzo de Vita (1963 e 1964) e nel 1993 dal duo Panaro-Gatto; sono stati utilizzati anche in Brasile in storie di produzione locale. I loro nomi sono Furbicchio, Sibilo, Maligno, Mastino, Ricino, Spinaccio e Cipiglio. Questi nani vivono nelle caverne sottostanti le radici di un albero cavo. Nella storia di Pedrocchi, i nani malvagi rapirono Cucciolo chiedendo come riscatto la miniera dei Nani Buoni. Infine, nella loro finora ultima apparizione, Luciano Gatto darà un atteggiamento più comico a questi personaggi, a differenza della caratterizzazione più tetra di Pedrocchi.
- Conte Baffirossi: appare nell'ultima storia di Pedrocchi: Paperino e il vaso cinese, nel ruolo del proprietario del vaso che viene trafugato. Da notare che l'aspetto grafico è ripreso da quello del proprietario della casa infestata dai fantasmi nella storia del 1936 realizzata dal maestro Floyd Gottfredson. Anche il colpevole del furto è ripreso da un altro personaggio di Gottfredson, Giuseppe Tubi.

Inoltre Pedrocchi diede spazio, nelle sue storie, a personaggi non suoi ed oggi quasi dimenticati:
- Meo Porcello (Peter Pig): Pedrocchi utilizzò spesso questo amico di Paperino, ad esempio in Paolino Paperino inviato speciale o in Paperino fra i pellirosse. In quest'ultima storia, Meo e Paperino sono scambiati per divinità ed eletti capi.
- Eli Squick (Eli Squinch): anziano usuraio antipatico e mellifluo, creato da Gottfredson nel 1934, recita nella storia Paperino chiromante (ed è un villain regolare nelle storie di Paperino ad ampio respiro che contemporaneamente disegna William Ward per il Mickey Mouse Weekly britannico).

### Altri personaggi
- La serie Virus, il mago della foresta morta è ritenuta una delle migliori serie italiane a fumetti precedenti il secondo conflitto mondiale. Virus è uno scienziato folle che vuole dominare il mondo, e i mezzi che usa per il suo intento sono a dir poco inusuali: con una strana macchina riesce a trasmettere a distanza i corpi degli uomini (una sorta di teletrasporto ante-litteram). Con un'altra apparecchiatura risveglia le mummie egiziane dal loro sonno millenario e le sottomette alla sua volontà. Nel dopoguerra ci riprova inventando una macchina capace di dirigere i raggi del sole. Fedele alleato di Virus è Tirmud, personaggio davvero misterioso. L'ingegnere Roberto e suo nipote Piero sono gli eroi che sventeranno ogni piano di questa mente diabolica.
- La seconda serie fantascientifica di Pedrocchi è la celeberrima saga Saturno contro la Terra (1936-1946). Due eroici scienziati, il Professor Marcus e il suo assistente Ciro, affrontano il tirannico re di Saturno Rebo (creato da Zavattini: Pedrocchi scrisse molte sceneggiature di questa saga, approfondendo così la psicologia del personaggio), alleato con il professore (originario del pianeta Terra) Leducq. Luciano Bottaro e Carlo Chendi riprenderanno, in Paperino e il razzo interplanetario, il personaggio di Rebo, riproponendolo in una chiave comica e caricaturale, più consona allo spirito Disney.